# 文明政治の六条件
文明政治の六条件（ぶんめいせいじのろくじょうけん）は福澤諭吉が『西洋事情』（初編、巻一）で示した六箇条の条件。以下の6条件からなる。
1. 自由の尊重
2. 信教の自由
3. 科学技術の導入
4. 学校教育の拡大
5. 法治主義
6. 福祉の充実

## 成立

### 渡欧
文久2年（1862年）に福澤諭吉は竹内保徳遣欧使節団の通訳としてヨーロッパを歴訪した。歴訪の記録は『西航手帳』というメモに記されている。帰国の後、福澤は『西洋事情』を出版し、欧米の文明を紹介して、ベストセラーとなる。この『西洋事情』の初編の巻一に、「欧羅巴政学家の説に、凡(およ)そ文明の政治と称するものには六ケ条の要訣ありと云えり。」として、文明政治の六箇条が示されているが、この欧羅巴（ヨーロッパ）政学家とは誰を示すのかは不明であった。

### シンモン・ベリヘンテ
松澤弘陽は文明政治の六箇条に着目し、六箇条の中の最初の五箇条が『西航手帳』に記されていることに気付いた。さらに、同様の五箇条が福田作太郎の『英国探索』にも記されていて、「オランダ人医師シンモン・ベリヘンテから聞いた」とあるのを発見した。そこで、松澤は福澤もシンモン・ベリヘンテのレクチャーを受けて『西航手帳』に五箇条を記したのではないかと推測した。さらに、六番目の条件は福澤が独自に追加したものであろうと推測した。

### シーモン・ベリンファンテ
アルバート・クレイグはシンモン・ベリヘンテに興味を持ち、独自に調査した結果、シンモン・ベリヘンテがシーモン・ベリンファンテ（Simon Belinfante）というアムステルダム生まれのオランダ人医師であることを発見した。

## 著作との関係
文明政治の六箇条は福澤の殆んど全ての著作と関係している。特に各条件と関係の深い著作は以下の通りである。
第1条件
『通俗民権論』、『時事小言』
第2条件
『福翁百話』
第3条件
『民情一新』
第4条件
『学問之独立』
第5条件
『通俗国権論』、『実業論』
第6条件
『分権論』